# Pantip Plaza

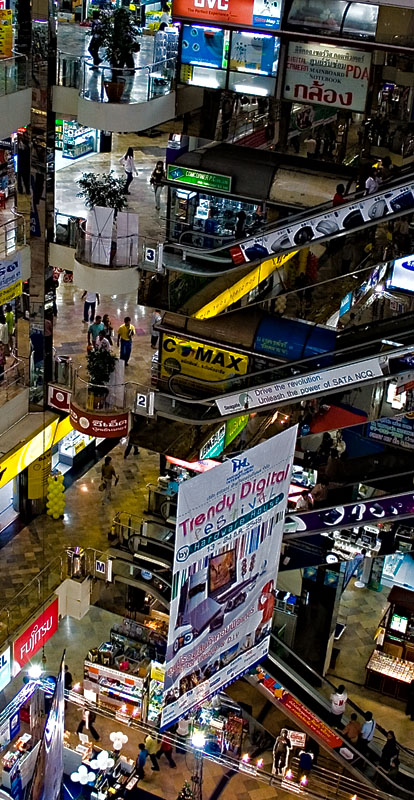
Binnen Pantip Plaza

Pantip Plaza is een keten van elektronica-warenhuizen in Thailand waar kleine ondernemers een ruimte kunnen huren voor hun handel. Het meest bekende is de vestiging in Bangkok; een winkelcentrum van 5 verdiepingen aan de straat Thanon Phetchaburi vlak bij de Pratunam-kruising waar de grote Pratunam-markt ligt. Het is een winkelcentrum dat gespecialiseerd is in de verkoop van computerhardware en -software. 

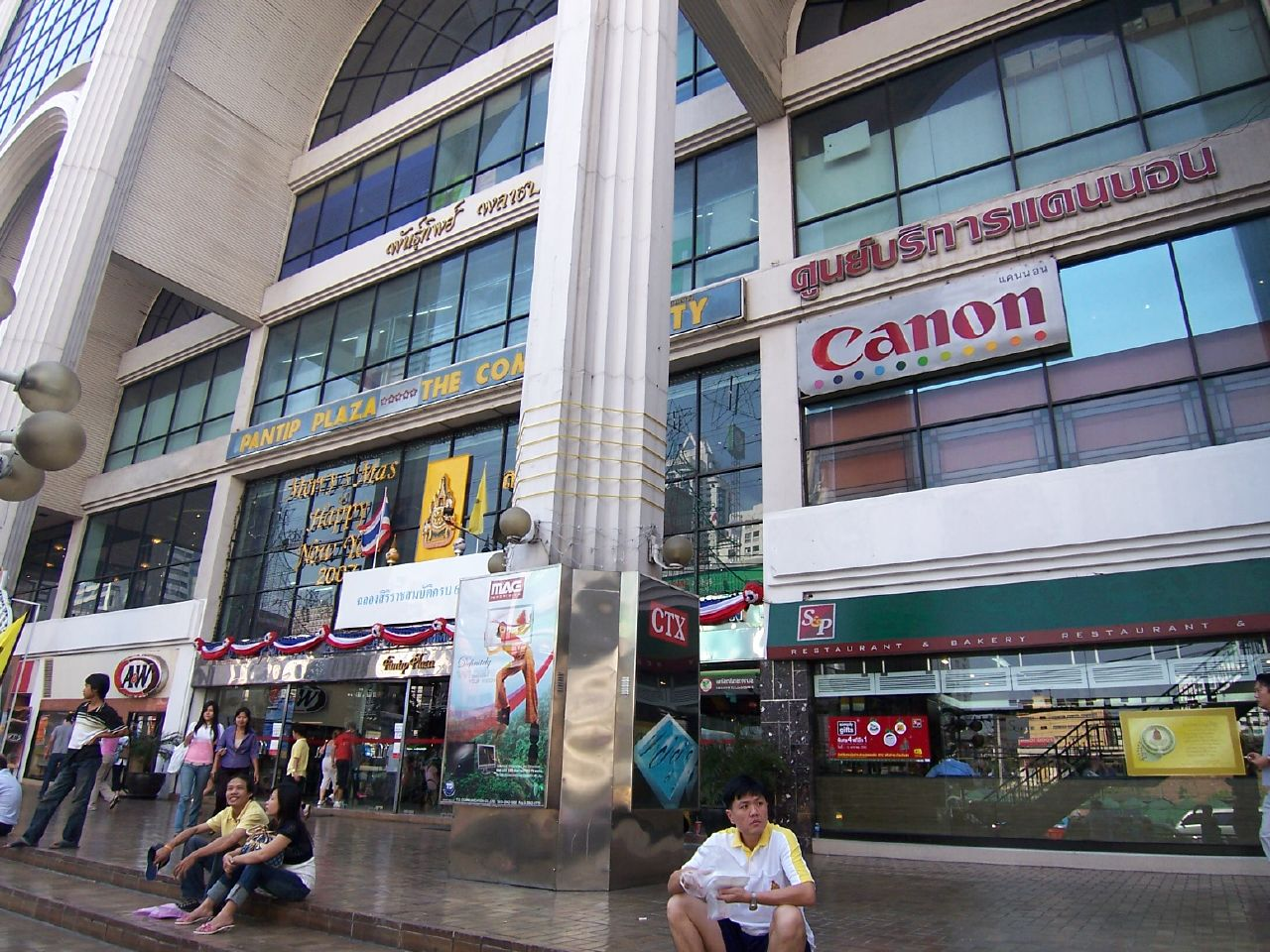
Pantip Plaza Bangkok

In dit winkelcentrum is alles op computergebied verkrijgbaar. Ook worden er veel software, muziekcd's en dvd's verkocht, voornamelijk gekopieerde. Er zijn meer dan 100 winkels die deze artikelen goedkoop (100 baht) aanbieden. Ook worden er veel pornofilms aangeboden, die in Thailand verboden zijn.
Pantip heeft nog maar 1 verdieping die op de 3 de etage ligt. De rest van de kleine computer zaken op de andere verdieping zijn weg en de etages zijn leeg. Je kan nog wel goed je laptop scherm en accu laten maken want er zijn tech mensen die tussen de grootte hoeveelheden met opgestapelde laptops zitten en alle soorten toetsenborden en accu’s.
Helaas is het erg stil en zit er geen leven meer in deze 5 verdiepingen groot winkel centrum. 
Vanwege de centrale ligging is dit IT-winkelcentrum populair bij buitenlanders die in Thailand wonen of er op vakantie komen. Er zijn echter nog meer dan 10 andere winkelcentra in Bangkok, soms groter, die precies hetzelfde aanbod als Pantip hebben. Bijvoorbeeld Fortune Town en IT Plaza.
Behalve computerwinkels is er ook een aantal winkels die Boeddhistische relikwieën verkopen en een aantal winkels dat artikelen (shirts, posters enz.) van voetbalclubs verkoopt, ook van Ajax, Feyenoord en PSV.
Pantip is buiten Thailand berucht omdat er veel gekopieerde dvd's, software en andere gekopieerde merkartikelen te koop zijn. De Thaise politie houdt regelmatig showinvallen waarbij vaak buitenlandse media en ambassadepersoneel uitgenodigd worden.